# ملوین دورموس
ملوین دورموس (انگلیسی: Melvyn Doremus؛ زادهٔ ۲۹ اکتبر ۱۹۹۶) بازیکن فوتبال است.
وی همچنین در تیم ملی فوتبال بنین بازی کرده‌است.